# Элфрос
Элфрос — деревня в канадской провинции Саскачеван в составе муниципалитета Элфрос № 307 и переписного участка № 10. Находится к северо-востоку от Реджайны и к юго-востоку от озёр Квилл, на стыке шоссе 16 и 35. Элфрос — родина главного героя канадского фильма ужасов 2018 года «Архонты». Население в 2016 г. составило 90 человек.

## История
Элфрос был впервые заселен исландскими иммигрантами, и многие из нынешних жителей исландского происхождения. Почтовое отделение было открыто в 1909 году Эльфрос стал деревней 1 декабря 1909 г.
Мемориал исландских пионеров в Элфросе (на фото) содержит следующий текст:
«Было две волны исландских поселенцев в Саскачеван и внутри провинции. Первая группа прибыла прямо из Исландии, ненадолго остановилась в Виннипеге, и затем двинулась в Саскачеван. Вторая группа двинулась на север и запад из старых поселений в Северной Дакоте и Манитобе.
В июне 1882 года первые исландские семьи прибыли на Рыбачье озеро (Fishing Lake). Их привлекли сено и вода. Возникли поселения на озере Пен, Кристнес, Лесли, у горы Хекла, Холар, Элфрос, Моцарт, Уиньярд, Кандагар и Дефо, в результате чего возникла самая крупная исландская община за пределами Исландии.
Исландцы не были фермерами по природе. Это были поэты, музыканты и провидцы, люди, которые видели в работе средство для достижения цели. Исландские общины превратились в культурные центры с оркестрами, хорами и библиотеками. Исландцы построили общественные залы. Многие школы в районе Ватнабиггд носят исландские названия.
Среди важных праздников были Торраблот, Первый день лета и День независимости 17 июня и 2 августа.
В поисках духовной пищи исландцы полагались на странствующих проповедников, собираясь в домах и общественных залах.

Прибывшие в Саскачеван исландцы стали умелыми фермерами, но они рассматривали землю как средство улучшения условий жизни — как для себя, так и для своих детей. Осознавая ценность семьи и общества, они оставили в наследство искусство, грамотность, музыку и социальную ответственность».